# 4733 ORO
4733 ORO (1982 HB2) là một tiểu hành tinh vành đai chính được phát hiện ngày 19 tháng 4 năm 1982 bởi Oak Ridge Observatory ở Harvard.